# Diocesi di Tortiboli
La diocesi di Tortiboli (in latino Dioecesis Tortibulana) è una sede soppressa e sede titolare della Chiesa cattolica.

## Storia
Tortiboli (oggi Tertiveri, frazione di Biccari in provincia di Foggia) fu eretta in diocesi in epoca bizantina, probabilmente per opera del catapano locale, Bogiano. Inizialmente la sede era sottomessa al patriarcato di Costantinopoli ed il rito liturgico in uso era quello greco. Con bolla del 22 gennaio 1055 papa Vittore II incluse la diocesi alla sede metropolitana di Benevento; è documentata ancora tra le suffraganee di Benevento nel 1058.
Il primo vescovo noto di Tortiboli è Landolfo, che venne deposto da papa Alessandro II nel 1067 per simonia.
Per la povertà della mensa episcopale, in alcuni casi i vescovi furono esentati dalle tasse dovute alla Santa Sede.
Fu soppressa nel 1425 per la distruzione della città di Tortiboli ed il suo territorio incorporato in quello della diocesi di Lucera. Tuttavia furono nominati vescovi per tutto il XV secolo. 
Dal 1968 Tortiboli è annoverata tra le sedi vescovili titolari della Chiesa cattolica; dal 28 giugno 2014 vescovo titolare è Gennaro Acampa, già vescovo ausiliare di Napoli.

## Cronotassi

### Vescovi
- Landolfo † (? - 1067 deposto)
- Anonimo † (menzionato dal 1103 al 1105)
- Stefano † (prima del 1142 - dopo il 1147)
- Anonimo † (menzionato nel 1194)[2]
- Anonimi † (menzionati nel 1215, 1216, 1219 e 1227)[2]
- Anonimo † (? - 13 ottobre 1236 nominato vescovo di Fiorentino)[2]
- Stefano da Ferentino, O.Cist. † (16 novembre 1254 - ?)[2]
- Bartolomeo I † (prima del 1282 - dopo il 1284)[2]
- Egidio † (menzionato nel 1286)
- Marcellino † (menzionato nel 1289)
- Nicola, O.F.M. † (1290 - dopo il 1317)
- Anonimo † (menzionato nel 1331)
- Giovanni † (menzionato nel 1350)
- Pietro †
- Giordano † (? deceduto)
- Bartolomeo II, O.P. † (2 marzo 1366 - ? deceduto)
  - Zenobio † (15 maggio 1367 - circa 1383 nominato vescovo di Cesena) (antivescovo)
  - Giovanni Dardel, O.F.M. † (11 aprile 1383 - 1403) (antivescovo)  [3]
- Antonio, O.F.M. † (11 marzo 1383 - ?)
- Bartolomeo de Sperella, O.F.M. † (20 giugno 1410[4] - 31 agosto 1425 nominato vescovo di Bovino)
- Donato † (? deceduto)
- Gennaro de Lavello, O.F.M. † (20 gennaio 1457 - 1489 deceduto)
- Domenico Salimbene de Coriolano † (21 agosto 1489 - ?)

### Vescovi titolari
- Abraham Than † (19 dicembre 1968 - 19 settembre 1972 nominato vescovo di Kengtung)
- Sergio Adolfo Govi, O.F.M.Cap. † (5 giugno 1975 - 22 aprile 1978 succeduto vescovo di Bossangoa)
- Agostino Vallini (23 marzo 1989 - 13 novembre 1999 nominato vescovo di Albano)
- Joseph Vũ Duy Thống † (4 luglio 2001 - 25 luglio 2009 nominato vescovo di Phan Thiết)
- Gennaro Acampa, dal 28 giugno 2014